# 28994 Helenabates
28994 Helenabates è un asteroide della fascia principale. Scoperto nel 2001, presenta un'orbita caratterizzata da un semiasse maggiore pari a 2,699880 UA e da un'eccentricità di 0,235147, inclinata di 5,114377° rispetto all'eclittica. Ha un diametro di 5,739 km.